# Campylocentrum sellowii
Campylocentrum sellowii là một loài thực vật có hoa trong họ Lan. Loài này được (Rchb.f.) Rolfe mô tả khoa học đầu tiên năm 1903.